# ماغنوليا (كارولاينا الشمالية)
ماغنوليا (بالإنجليزية: Magnolia, North Carolina)‏ هي بلدة أمريكية تقع في الولايات المتحدة في مقاطعة دوبلين. يقدر عدد سكانها بـ 939 نسمة ومساحتها 2.7 كم2 وترتفع عن سطح البحر 42 متر.

## التركيبة السكانية
حدّد مكتب تعداد الولايات المتحدة بيانات التركيبة السكانية لماغنوليا في تعداد الولايات المتحدة. في ما يلي، التركيبة السكانية حسب تعدادي 2000 و2010.

### تعداد عام 2000
بلغ عدد سكان ماغنوليا 932 نسمة بحسب تعداد عام 2000، وبلغ عدد الأسر 343 أسرة وعدد العائلات 234 عائلة مقيمة في البلدة. في حين سجلت الكثافة السكانية 334.1 نسمة لكل كيلومتر مربع (865.3/ميل2). وبلغ عدد الوحدات السكنية 384 وحدة بمتوسط كثافة قدره 137.6 لكل كيلومتر مربع (356.4/ميل2).
وتوزع التركيب العرقي للبلدة بنسبة 38.63% من البيض و41.20% من الأمريكيين الأفارقة و0.32% من الأمريكيين الأصليين و0.21% من الأمريكيين ذوي الأصول الآسيوية و17.27% من الأعراق الأخرى و2.36% من عرقين مختلطين أو أكثر و25.11% من الهسبانيون أو اللاتينيون من أي عرق.
بلغ عدد الأسر 343 أسرة كانت نسبة 40.5% منها لديها أطفال تحت سن الثامنة عشر تعيش معهم، وبلغت نسبة الأزواج القاطنين مع بعضهم البعض 42.9% من أصل المجموع الكلي للأسر، ونسبة 19.2% من الأسر كان لديها معيلات من الإناث دون وجود شريك،  بينما كانت نسبة 6.1% من الأسر لديها معيلون من الذكور دون وجود شريكة وكانت نسبة 31.8% من غير العائلات. تألفت نسبة 27.1% من أصل جميع الأسر من عدة أفراد يعيشون في نفس المنزل ونسبة 13.1% كانت تتألف من شخص يعيش بمفرده يبلغ من العمر 65 عاماً أو أكثر. وبلغ متوسط حجم الأسرة المعيشية 2.71، أما متوسط حجم العائلات فبلغ 3.25.
بلغ العمر الوسطي للسكان 33.7 عاماً. وكانت نسبة 28.3% من القاطنين تحت سن الثامنة عشر، وكانت نسبة 9.4% بين الثامنة عشر والرابعة والعشرين عاماً، ونسبة 28.6% كانت واقعةً في الفئة العمرية ما بين الخامسة والعشرين والرابعة والأربعين عاماً، ونسبة 19.6% كانت ما بين الخامسة والأربعين والرابعة والستين، ونسبة 13.6% كانت ضمن فئة الخامسة والستين عاماً فما فوق. يوجد لكل 100 أنثى 85.4 ذكر، ويوجد لكل 100 أنثى في الثامنة عشر من عمرها فما فوق 85.2 ذكر.
بلغ متوسط دخل الأسرة في البلدة 22,269 دولارًا، أما متوسط دخل العائلة فبلغ 25,962 دولارًا. وكان متوسط دخل الذكور 17,857 دولارًا مقابل 20,568 دولارًا للإناث. وسجل دخل الفرد الخاص بالبلدة 10,628 دولارًا. وكانت نسبة 22.8% من العائلات ونسبة 25.4% من السكان تحت خط الفقر، وكان من هؤلاء نسبة 28% تحت سن الثامنة عشر ونسبة 17.8% في الخامسة والستين من العمر وما فوق.

### تعداد عام 2010
بلغ عدد سكان ماغنوليا 939 نسمة بحسب تعداد عام 2010، وبلغ عدد الأسر 340 أسرة وعدد العائلات 237 عائلة مقيمة في البلدة. في حين سجلت الكثافة السكانية 336.6 نسمة لكل كيلومتر مربع (871.8/ميل2). وبلغ عدد الوحدات السكنية 416 وحدة بمتوسط كثافة قدره 149.1 لكل كيلومتر مربع (386.2/ميل2).
وتوزع التركيب العرقي للبلدة بنسبة 34.29% من البيض و33.65% من الأمريكيين الأفارقة و0.85% من الأمريكيين الأصليين و0.32% من الأمريكيين ذوي الأصول الآسيوية و0.21% من سكان جزر المحيط الهادئ و28.86% من الأعراق الأخرى و1.81% من عرقين مختلطين أو أكثر و40.26% من الهسبانيون أو اللاتينيون من أي عرق.
بلغ عدد الأسر 340 أسرة كانت نسبة 41.2% منها لديها أطفال تحت سن الثامنة عشر تعيش معهم، وبلغت نسبة الأزواج القاطنين مع بعضهم البعض 40.6% من أصل المجموع الكلي للأسر، ونسبة 19.7% من الأسر كان لديها معيلات من الإناث دون وجود شريك،  بينما كانت نسبة 9.4% من الأسر لديها معيلون من الذكور دون وجود شريكة وكانت نسبة 30.3% من غير العائلات. تألفت نسبة 27.4% من أصل جميع الأسر من عدة أفراد يعيشون في نفس المنزل ونسبة 13.5% كانت تتألف من شخص يعيش بمفرده يبلغ من العمر 65 عاماً أو أكثر. وبلغ متوسط حجم الأسرة المعيشية 2.74، أما متوسط حجم العائلات فبلغ 3.31.
بلغ العمر الوسطي للسكان 31.7 عاماً. وكانت نسبة 31.3% من القاطنين تحت سن الثامنة عشر، وكانت نسبة 9.1% بين الثامنة عشر والرابعة والعشرين عاماً، ونسبة 25.6% كانت واقعةً في الفئة العمرية ما بين الخامسة والعشرين والرابعة والأربعين عاماً، ونسبة 21.9% كانت ما بين الخامسة والأربعين والرابعة والستين، ونسبة 12.1% كانت ضمن فئة الخامسة والستين عاماً فما فوق. وتوزع التركيب الجنسي للسكان بنسبة 50.9% ذكور و49.1% إناث.

## أعلام
- جيمس سميث
- راسيل إي. تاكر